# Старий Акінг
Старий А́кінг (англ. Old Aking) — гірська вершина у південно-східній частині Нігерії, є найвищою точкою гірської системи Обан-Хіллс.
Гора розташована на південному заході національного парку Крос-Ривер. Вкрита перемінно-вологими лісами.